# زاغة (سيمينة رود)
زاغة (بالفارسية: زاغه) هي قرية تقع في إيران في قسم سیمینة رود الريفي. يقدر عدد سكانها بـ 3,053 نسمة .